# La Higuera
La Higuera ist eine Ortschaft im Departamento Santa Cruz im südamerikanischen Anden-Staat Bolivien. Der spanische Ortsname bedeutet „Feigenbaum“, der in der Umgebung von La Higuera in großer Zahl wächst.

## Lage im Nahraum
La Higuera befindet sich im Landkreis (bolivianisch: Municipio) Pucará in der Provinz Vallegrande. Die Ortschaft liegt auf einer Höhe von 2047 m acht Kilometer östlich des tief eingeschnittenen Tales des Río Grande, der hier die Gebirgsmassive der Cordillera Central im Westen und der Cordillera Oriental im Osten voneinander trennt.

## Geographie
La Higuera liegt auf einem Höhenrücken der südwestlichen Ausläufer der Cordillera Oriental.
Die Jahresdurchschnittstemperatur der Region liegt bei 18 °C (siehe Klimadiagramm Vallegrande) und schwankt nur unwesentlich zwischen 15 °C im Juli und 20 °C von November bis Januar. Der Jahresniederschlag beträgt knapp 700 mm, mit einer deutlichen Trockenzeit von Mai bis September mit Monatsniederschlägen unter 25 mm, und einer Feuchtezeit von Dezember bis Februar mit mehr als 100 mm Monatsniederschlag.

## Verkehrsnetz
La Higuera liegt in einer Entfernung von 315 Straßenkilometern südwestlich von Santa Cruz, der Hauptstadt des gleichnamigen Departamentos.
Von Santa Cruz führt die asphaltierte Fernstraße Ruta 7 in westlicher Richtung nach Cochabamba und erreicht nach 187 Kilometern über Samaipata und La Angostura die Kleinstadt Mataral. Von dort zweigt die Ruta 22 in südlicher Richtung ab und führt nach 61 Kilometern über Vallegrande nach Guadalupe. Hier ist der Ausgangspunkt der 2004 neu eingerichteten Ruta 38 („Ruta del Che“), die in westlicher Richtung nach 74 Kilometern den Río Grande überquert, und von der auf der Höhe ein Seitenweg in südlicher Richtung nach La Higuera führt.

## Bevölkerung
Die Einwohnerzahl der Ortschaft ist in den vergangenen beiden Jahrzehnten auf etwa die Hälfte zurückgegangen:
| Jahr | Einwohner | Quelle       |
| ---- | --------- | ------------ |
| 1992 | 173       | Volkszählung |
| 2001 | 119       | Volkszählung |
| 2012 | 95        | Volkszählung |

## Geschichte
Bekannt wurde la Higuera durch den argentinisch-kubanischen Revolutionär und Guerillakämpfer Ernesto „Che“ Guevara, der hier am 9. Oktober 1967 von der bolivianischen Armee unter Beteiligung des US-amerikanischen Geheimdienstes CIA erschossen wurde.
Che Guevara führte damals eine kleine Gruppe internationalistischer Guerilleros, die eine Guerilla-Armee unter dem Namen ELN in Bolivien aufbauen wollten und von Kuba unterstützt wurden. Bevor ihnen aber der Aufbau einer schlagkräftigen Gruppe gelungen war, wurden sie entdeckt und in Scharmützel mit dem bolivianischen Militär verwickelt, das von der CIA unterstützt wurde. Schon früh wurde die Truppe getrennt: Che Guevara führte die eine Gruppe an, die auf der Suche nach der zweiten Gruppe an den östlichen Anden-Abhängen herumirrte und hin und wieder Hinterhalte gegen die Armee legte. Ein Kontakt zwischen den beiden Gruppen konnte aber bis zum Schluss nicht mehr hergestellt werden. Mitte des Jahres 1967 wurde das Rückzugsgebiet der bewaffneten Kämpfer um die Kubaner immer enger. Die zweite Gruppe wurde am 31. August 1967 aufgerieben; mit ihrem Chef Juan Vitalio Acuña Núñez starb auch die Deutsch-Argentinierin Tamara Bunke („Tania la Guerillera“) in einem feindlichen Hinterhalt bei Vado de Puerto Mauricio.
Che Guevaras Gruppe, die am Ende nur noch aus 14 Mann bestand, wurde am 8. Oktober 1967 in der bei La Higuera liegenden Schlucht Quebrada del Churo (auch: Quebrada del Yuro) von Regierungstruppen aufgespürt. Nach heftigen Kämpfen wurde der verwundete Comandante Che Guevara dort festgenommen und ins Schulgebäude von La Higuera gebracht, wo er unter Leitung eines CIA-Agenten verhört wurde. Am folgenden Tag wurde er in dem Ort ohne Gerichtsverhandlung erschossen. Die Leiche von Che Guevara sollte spurlos beseitigt werden und wurde heimlich in Vallegrande auf dem Flugplatz begraben.
In La Higuera erinnert heute ein 1997 vom Comité de Amistad Boliviano-Cubana errichtetes Denkmal in Form einer überlebensgroßen Büste an Che Guevara, im ehemaligen Schulhaus befindet sich eine Gedenkstätte.